# جزیره موزه
جزیرهٔ موزه (به آلمانی: Museumsinsel) یک مکان تاریخی در قسمت شمالی جزیرهٔ شپری، واقع در مرکز تاریخی برلین می‌باشد. مهمترین مکان‌های دیدنی برلین و مجموعه موزه‌های معروف اروپا به این مکان تعلق دارد. بین سال‌های ۱۸۳۰–۱۹۳۰ به دستور پادشاه‌های پروسی و طرح‌های‌های پنج معمار ساخته شد و در سال ۱۹۹۹ در لیست میراث فرهنگی یونسکو قرار گرفت. جزیرهٔ موزه از موزه کهنه، موزه نو، نگارخانه ملی کهن، موزه بوده، انجمن هومبولت و موزه پرگامون تشکیل شده‌است. از زمان اتحاد آلمان این مکان بازسازی و گسترش یافت. در ۱۲ ژوئیه ۲۰۱۹ نگارخانه زیمون-جیمز به عنوان مرکز جدید بازدید افتتاح شد.

## موزه‌ها
جزیره موزه به مجموعه‌ای از موزه‌های برجسته بین‌المللی گفته می‌شود که شمال جزیره را اشغال کرده‌اند:
- موزه کهنه که در ۳ اوت ۱۸۳۰ به دست معمار کارل فریدریش شینکل ساخته شد. این موزه میزبان کلکسیون‌های عتیقه است.
- موزه نو که در سال ۱۸۵۹ به دست معمار فردریش آگوست اشتولر ساخته شد. ساختمان موزه در بمباران‌های جنگ جهانی دوم تخریب و دوباره به دست دیوید چیپرفیلد برای موزه مصرشناسی برلین بازسازی و در سال ۲۰۰۹ بازگشایی شد.
- نگارخانه ملی کهن که در سال ۱۸۷۶ به دست فردریش آگوست اشتولر ساخته شد. این موزه میزبان مجموعه‌ای از هنرهای قرن نوزدهمی اهدایی از یواخیم اچ. واگنر است.
- موزه بوده واقع در نوک شمالی جزیره که در سال ۱۹۰۴ ساخته شده‌است. این موزه مجموعه مجسمه‌ها و هنرهای دوره‌های باستان پسین و بیزانس را به نمایش می‌گذارد.
- موزه پرگامون که در سال ۱۹۳۰ ساخته شده‌است. این موزه دربرگیرنده چندین ساختمان بزرگ و بازسازی‌شده همچون محراب پرگامون و دروازه ایشتار بابل است.
- انجمن هومبولت که در سال ۲۰۲۰ در کاخ شهر روبروی پارک لوستگارتن افتتاح شد. این موزه دربرگیرنده آثار هنرهای غیراروپایی است.

## نگارخانه

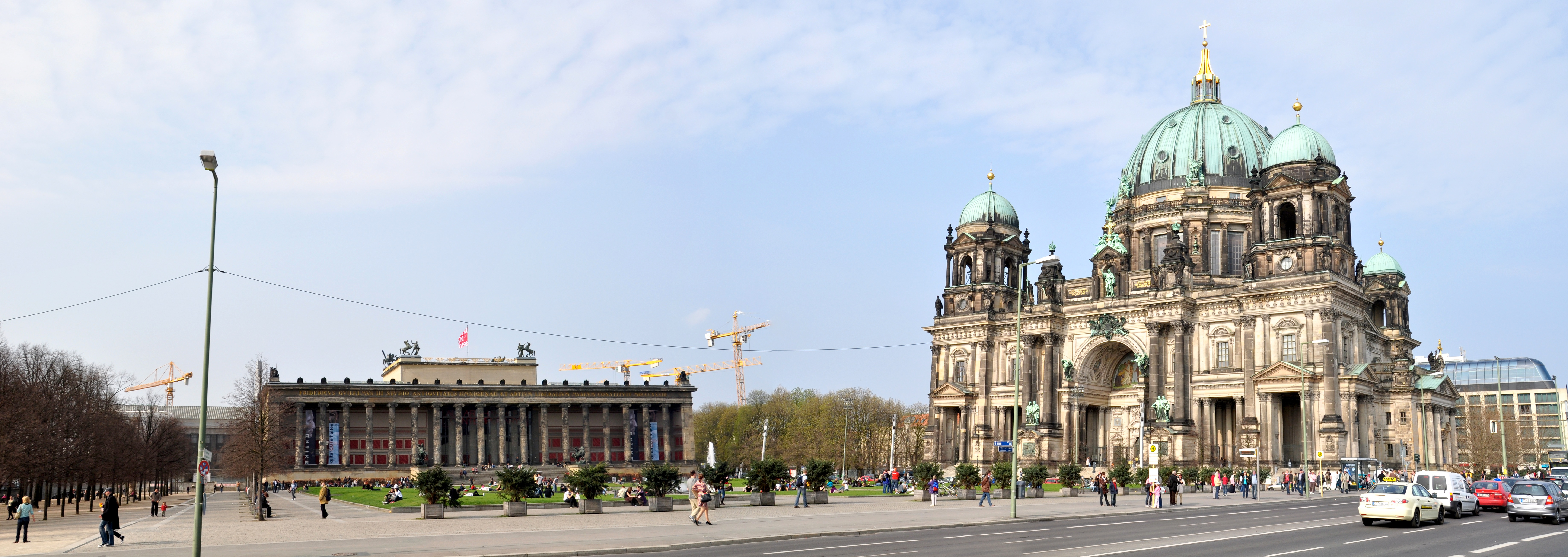
موزه کهنه، باغ هوس و کلیسای جامع برلین
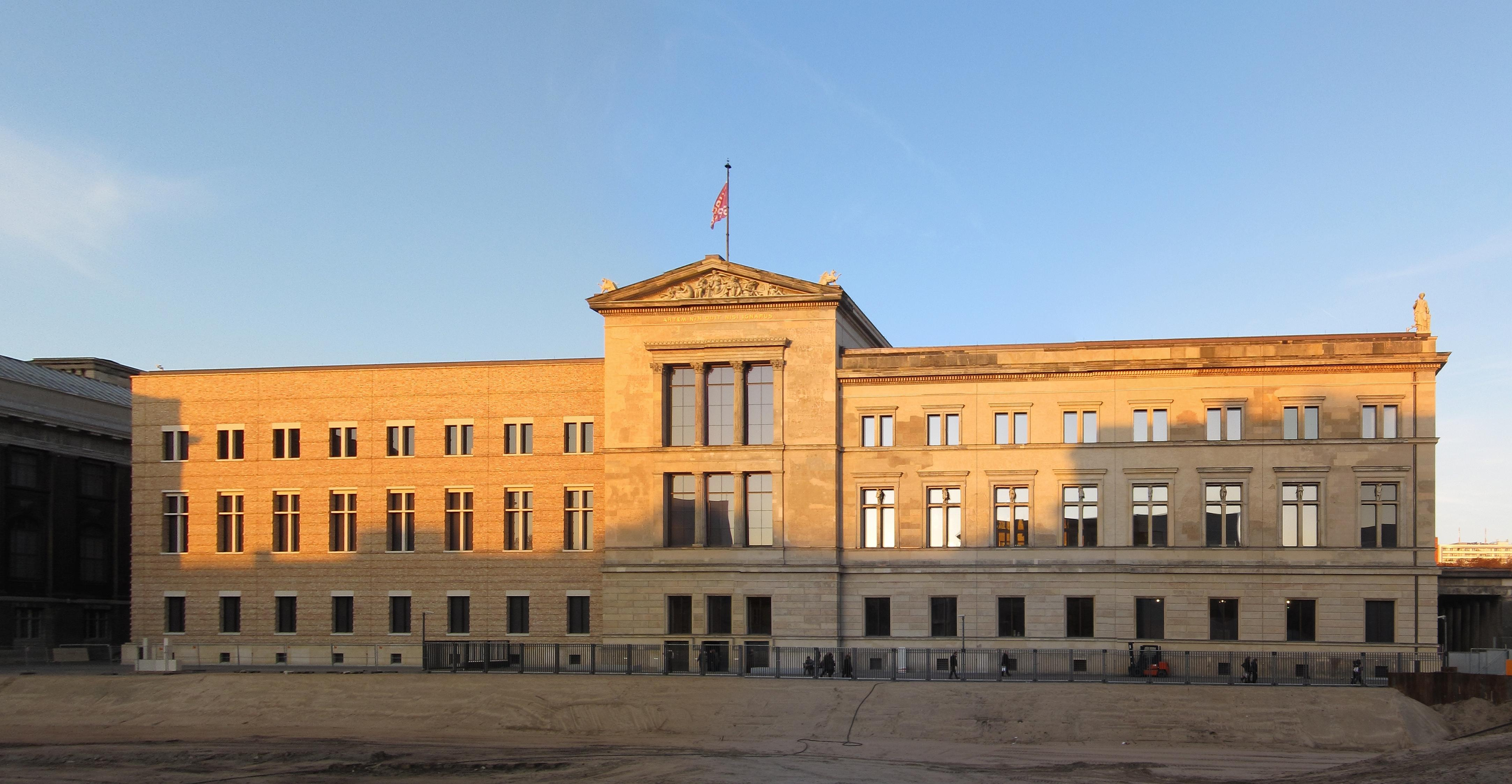
موزه نو برلین
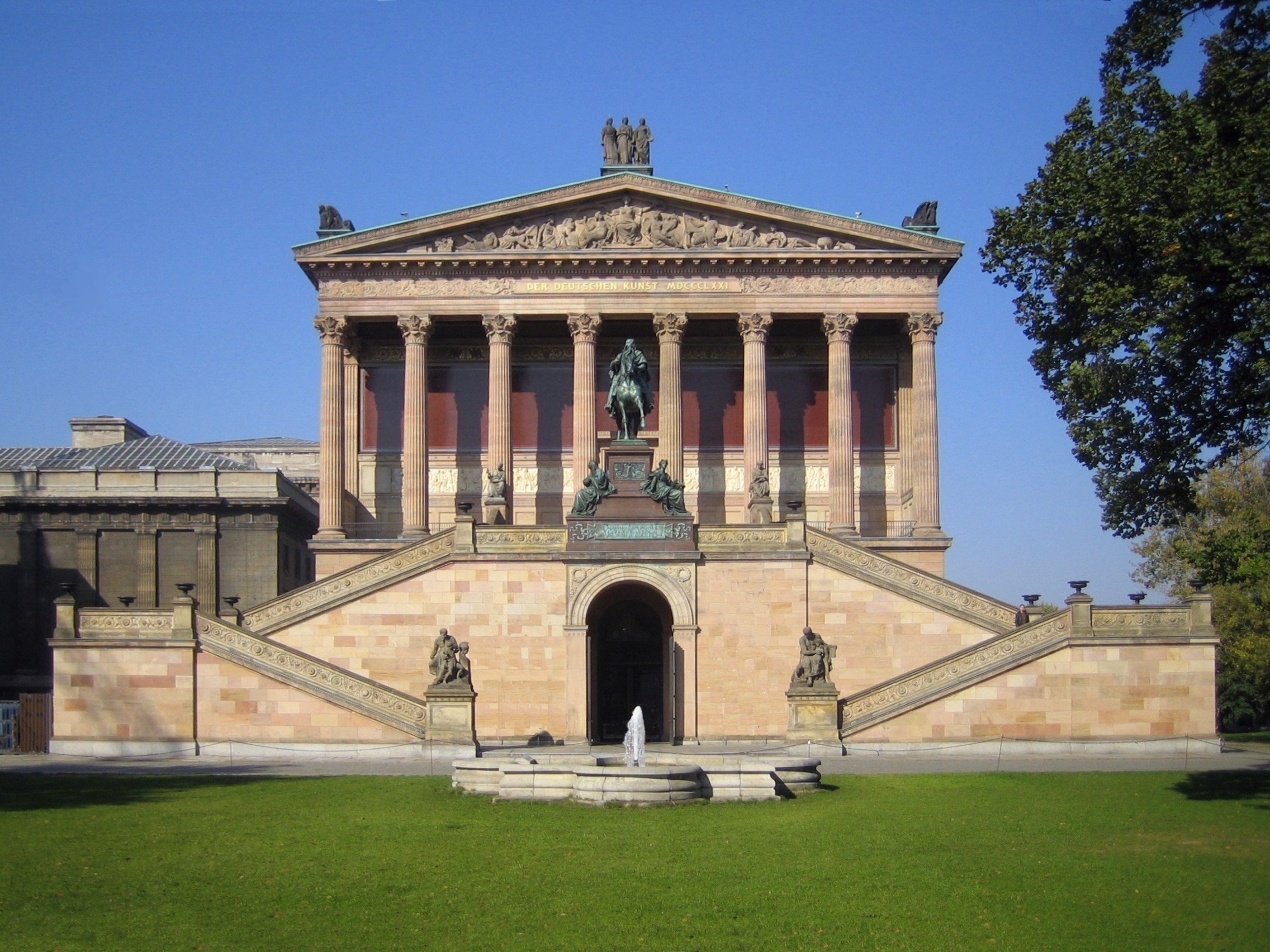
نگارخانه ملی کهن
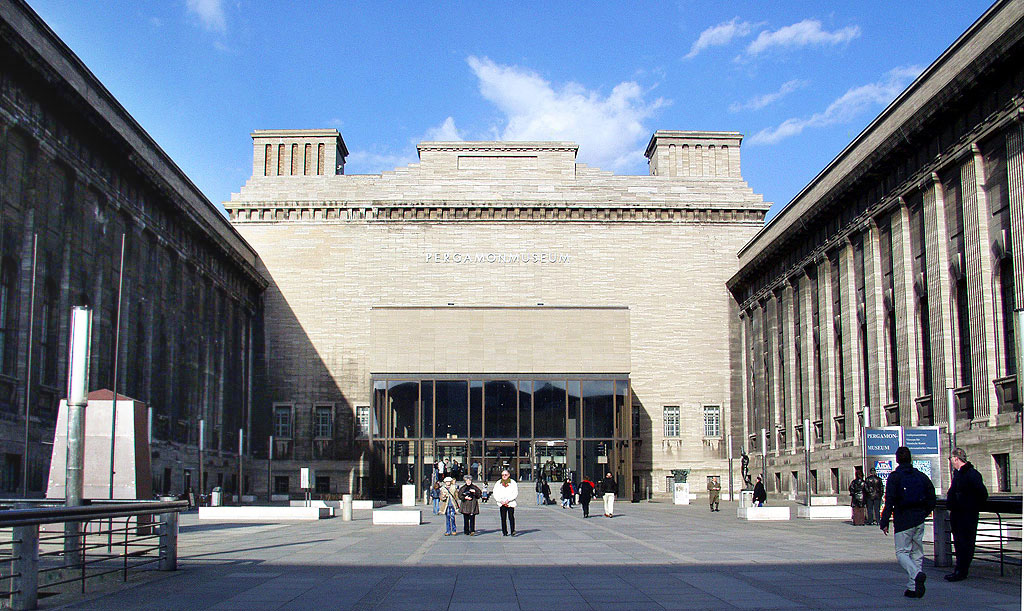
موزه پرگامون
سراسرنمای رود شپری
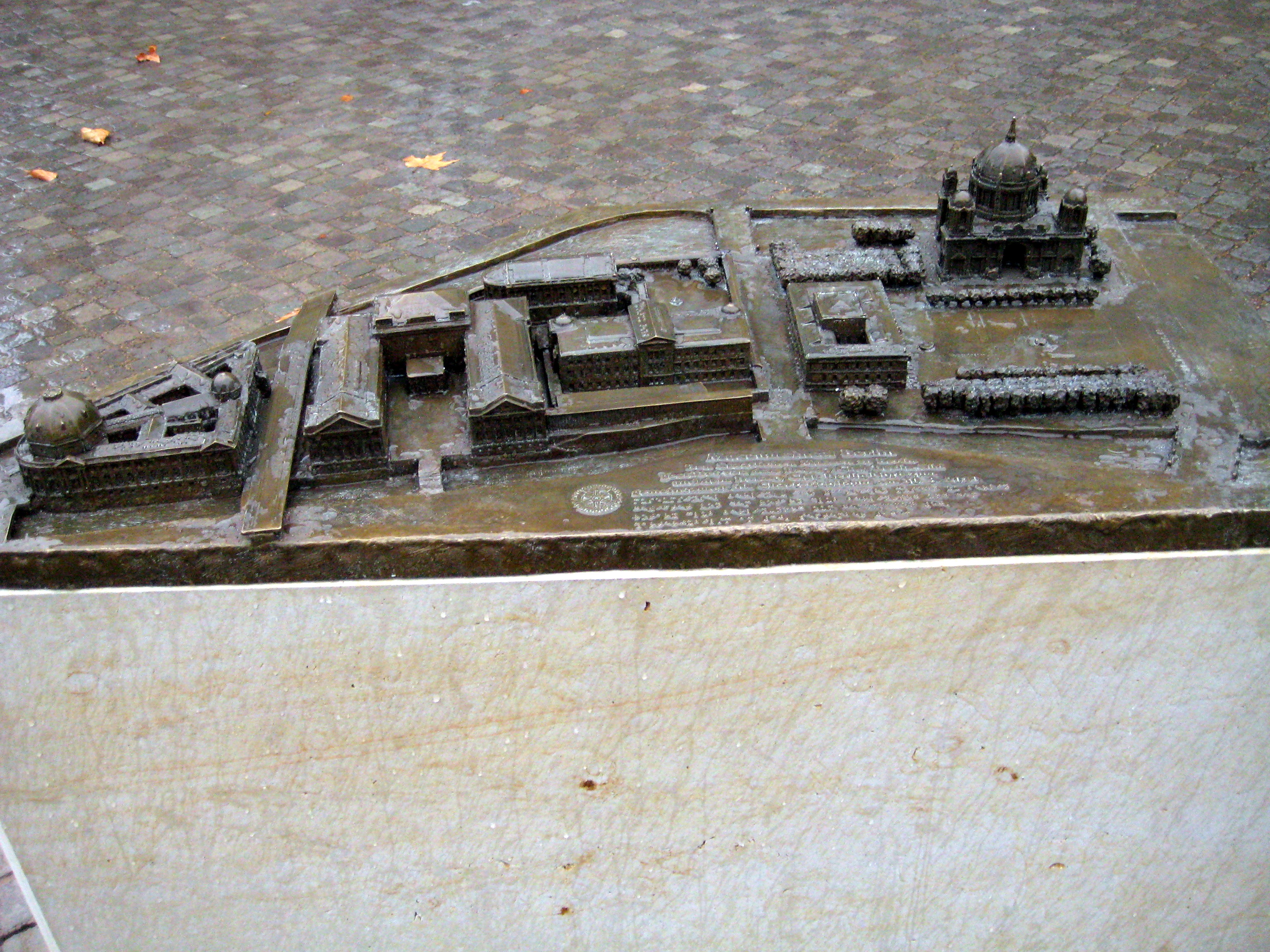
ماکت جزیره
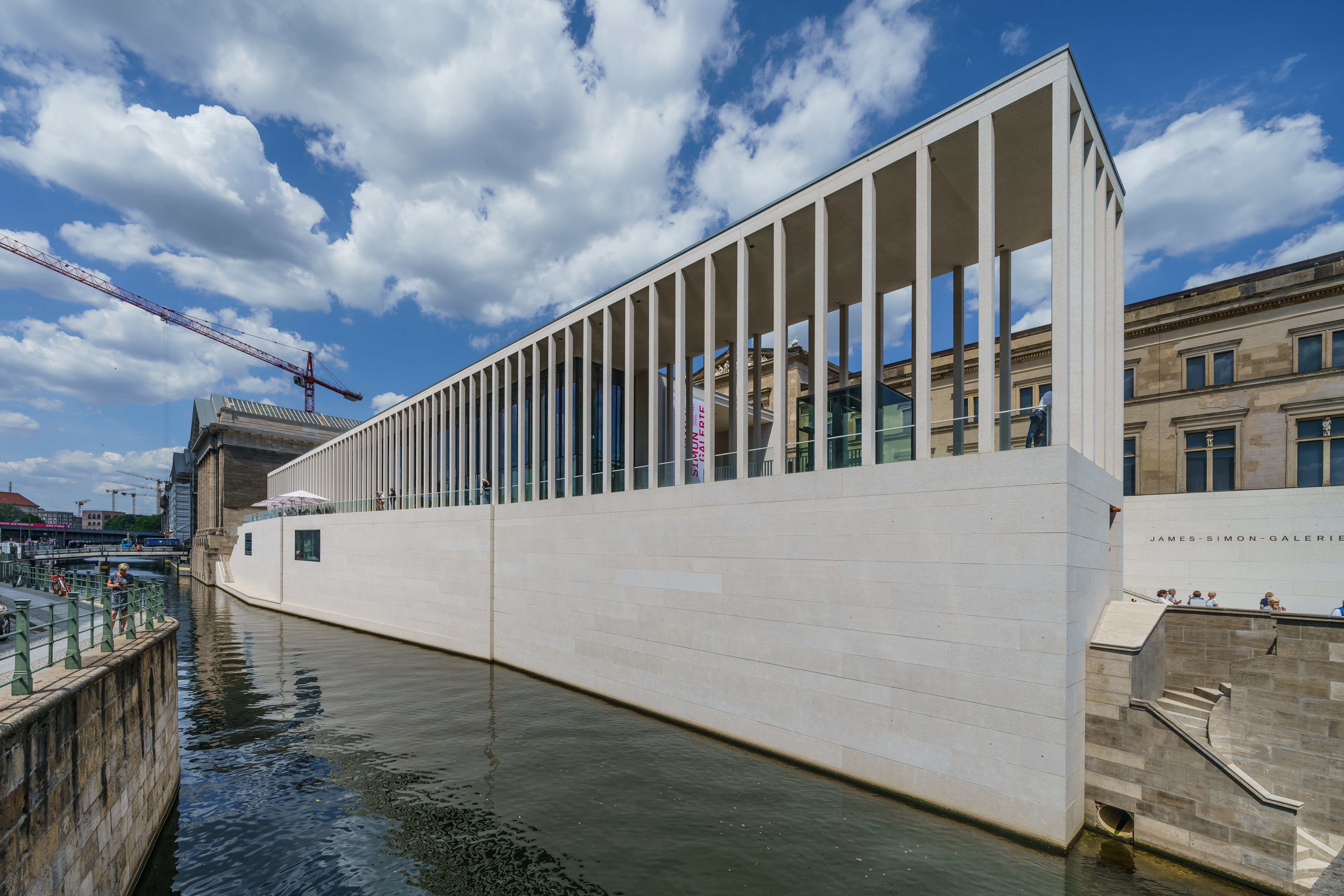
نگارخانه جیمز سیمون
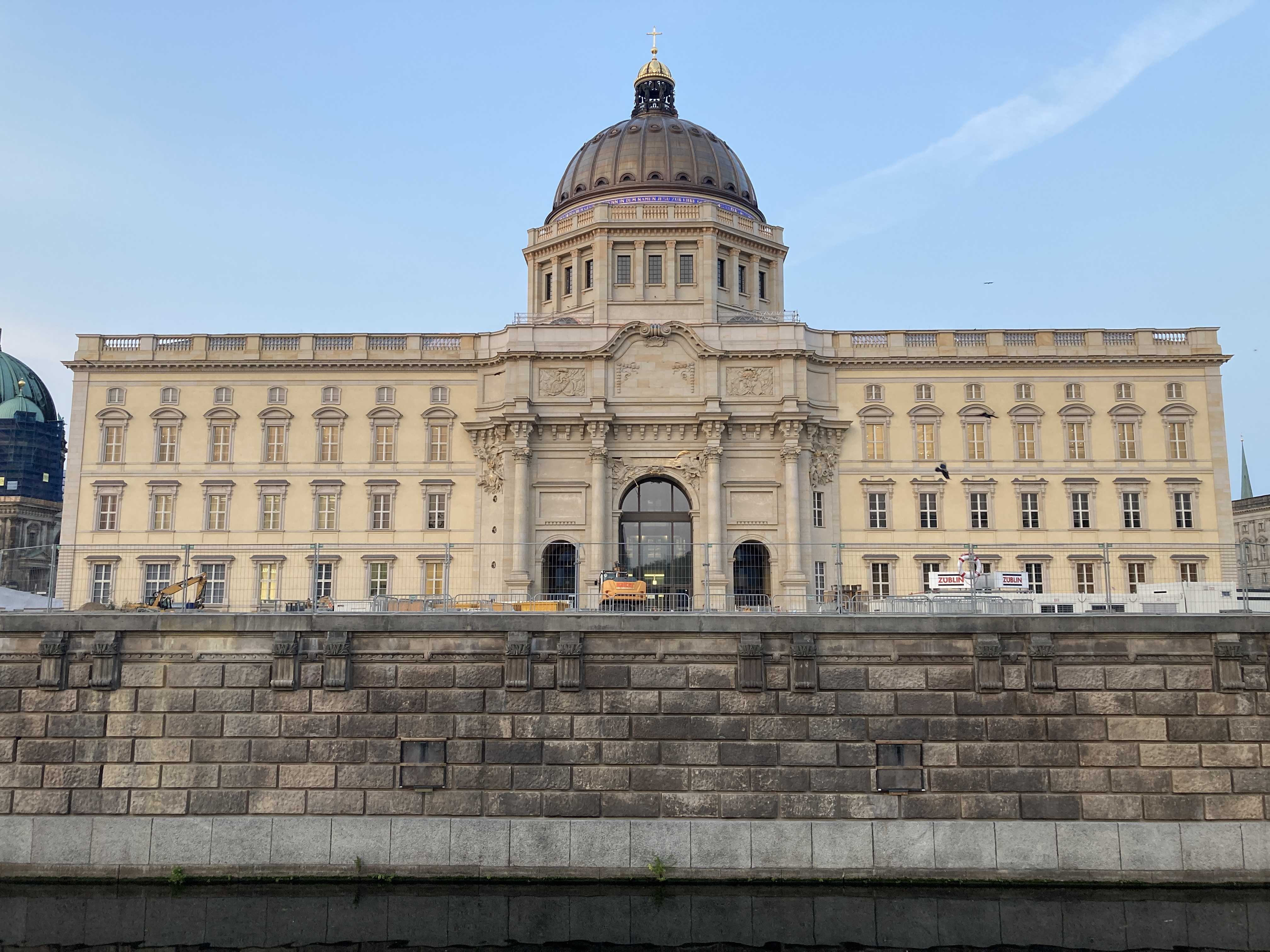
انجمن هومبولت